# النواجي (مكانسة)
النواجي هي إحدى مشيخات المملكة المغربية، تتبع جغرافيا لإقليم تاونات وإداريًا لمكانسة. يقدر عدد سكانها بـ 6228 نسمة حسب الإحصاء الرسمي للسكان والسكنى لسنة 2004.